# Younoussa Bamana
Younoussa Bamana, född 1 april 1935 i Kani-Kéli, Mayotte, död 22 juni 2007 i Mamoudzou, Mayotte, var president för Generalförsamlingen på Mayotte 1976-2 april 2004, han var även prefekt 21 juli 1975-1976.